# Atletismo nos Jogos Pan-Americanos de 2003 - Lançamento de dardo masculino
A final do lançamento de dardo masculino nos Jogos Pan-Americanos de 2003 foi realizada em 6 de agosto de 2003. Emeterio González quebrou o recorde dos Jogos Pan-americanos, com uma marca de 81.72 metros. Ele ganhou a prova pela terceira vez consecutiva.

## Calendário
| Data        | Fase  |
| ----------- | ----- |
| 6 de agosto | Final |

## Medalhistas
| Ouro   | CUB Emeterio González |
| Prata  | CUB Isbel Luaces      |
| Bronze | USA Breaux Greer      |

## Recordes
Recordes mundial e pan-americano antes da disputa dos Jogos Pan-Americanos de 2003.
| Tipo                             | Atleta            | Tempo   | Local         | Data                |
| -------------------------------- | ----------------- | ------- | ------------- | ------------------- |
|                                  | Jan Železný       | 98.48 m | Jena          | 25 de maio de 1996  |
| Recorde dos Jogos Pan-Americanos | Emeterio González | 79.28 m | Mar del Plata | 21 de março de 1995 |

## Resultados
| Posição | Atleta                     | Tentativas | Tentativas | Tentativas | Tentativas | Tentativas | Tentativas | Resultado |
| Posição | Atleta                     | 1          | 2          | 3          | 4          | 5          | 6          | Resultado |
| ------- | -------------------------- | ---------- | ---------- | ---------- | ---------- | ---------- | ---------- | --------- |
| 1       | CUB Emeterio González      | 80.27      | X          | 78.89      | X          | 79.43      | 81.72      | 81.72 m   |
| 2       | CUB Isbel Luaces           | 79.11      | 77.22      | 77.71      | 80.95      | X          | 79.88      | 80.95 m   |
| 3       | USA Breaux Greer           | 77.83      | X          | X          | X          | 77.74      | 79.21      | 79.21 m   |
| 4       | BRA Luiz Fernando da Silva | 73.27      | 73.00      | 72.12      | 73.13      | 68.83      | 73.86      | 73.86 m   |
| 5       | VEN Manuel Fuenmayor       | 66.88      | 72.63      | X          | 69.03      | 68.82      | 71.69      | 72.63 m   |
| 6       | PAR Nery Kennedy           | 68.04      | X          | 71.12      | 72.62      | 71.67      | 67.89      | 72.62 m   |
| 7       | CHI Diego Moraga           | 67.43      | 68.12      | 69.25      | 71.79      | 68.77      | 71.78      | 71.79 m   |
| 8       | USA Rob Minnitti           | 67.24      | 71.64      | 68.52      | X          | 71.04      | 70.72      | 71.64 m   |
|         |                            |            |            |            |            |            |            |           |
| 9       | COL Noraldo Palacios       | 68.31      | 64.02      | 69.09      |            |            |            | 69.09 m   |
| 10      | NCA Rigoberto Calderón     | 66.98      | 63.59      | X          |            |            |            | 66.98 m   |